# 罰ゲーム
罰ゲーム（ばつゲーム）は、ゲームの敗者にあたえる罰のこと。罰ゲームを行うこと自体が目的でゲームが行われる場合もある。

## 概要
罰ゲームは比較的古くから存在し、1907年（明治40年）に書かれた書物『世界遊戯法大全』には「競争遊戯すなわち勝負物で負けた者に罰を與えることは、東洋も西洋も同じ事であって、遊戯に一入（ひとしお）の興味を與えるものである」と書かれ、『負けの罰』の名前で様々な罰ゲームの方法が紹介されている。
その中には「頬かむりをして盗人の忍び入る真似をしなさい」「三冊の本を頭に載せ手を離して部屋を回りなさい」「男女の羽織を取り替えて、男は"わたしは"、女は"僕は"と言わねばならぬ。」「猫の鳴きまねをしなさい」「鏡に姿を写して接吻をしなさい」など合計100個にわたる罰ゲームが紹介されている。
正月の羽根突きなどで、羽根を打ち返せなかった者が顔に墨を塗られるというのも罰ゲームの一種である。また2名でじゃんけんを行い、勝者が敗者に対してしっぺ・デコピン・チョップ・ケツバットなどを行うのは、罰ゲームの非常に単純な形であるといえる。
ゲームでの罰だけでなく、自分の置かれた状況を「罰ゲーム」と言うことがある。板ばさみ・遠距離通勤・フルタイムで働く母親・雪国での生活などに、用いられる。ブラック企業・パワハラ・DVなど、深刻な内容には用いられない。

## 罰ゲームの内容
大抵、罰ゲームの対象者が滑稽な行動をさせられたり、苦役を課せられたりする場合が多く、その様子が他の参加者の娯楽となる。もちろん、罰ゲームは座の余興的に行われるものであるから、対象者の心身に痛手を与えたり、場の雰囲気を白けさせる過激な罰ゲームは慎まれるべきものであり、時に「罰ゲーム」と称していじめなどの温床となることがある。

## テレビ番組等における罰ゲーム
テレビ番組などの中で行われる罰ゲームの中には、「スカイダイビングや遊園地の絶叫マシンを強制的に体験させる」「平均的な日本人の食生活から大きくかけ離れた珍品を飲食させる」「プロレスラーや相撲取りなどを相手に格闘技をさせる」といった過激なものが多く行われるが、これは盛り上げるべき「座」がテレビの前の視聴者という広範囲にわたっていることから、より衝撃性が求められるためである。
また、クイズ番組の不正解者や敗者に対し、クラッカーが鳴ったり、勢いのあるスモークを浴びせたり、目の前で風船を破裂させたり、電気ショックを与えたり、頭上からたらいが落下してきたり、敗者のいる床が突然抜けて落下するなど音や視覚的、体感的な恐怖を与える行為も行なわれる。
クイズ番組における罰ゲームの元祖は『クイズタイムショック』（テレビ朝日・1969～1986年）における回転椅子とされており、クイズの成績が悪かった解答者が座る椅子を回転させながら降下させるものであった。この『タイムショック』の回転椅子は『アメリカ横断ウルトラクイズ』のツアー道中での敗者に課せられる罰ゲーム よりも8年早く番組に罰ゲームの要素を導入していた。
一方でゴムパッチン芸の罰ゲームのように、ゴムベルトを口にくわえた罰ゲームを受ける人が不意に口を開けてしまい、罰ゲームを与える側が被害を受ける場合もある。
TBSのバラエティー番組『DOORS』シリーズでは「IQバンジー」「バンジー7」など、アトラクション名に「バンジー」の付くものは失敗及び負けた場合に逆バンジー、または通常のバンジージャンプにより、飛ばされるというものであった。
この他、応援しているチームが負けたら罰ゲームという形式も存在する。この場合は「相手(アンチ)チームの応援グッズを着用」、「相手(アンチ)チームの応援歌を歌う」などの形式がとられる。特に良く知られているのが浦和レッドダイヤモンズと大宮アルディージャの所謂"埼玉ダービー"の時に両球団の応援番組 のアシスタントが双方、敗戦時は相手球団応援番組に出演する賭けをし、結果敗戦球団のアシスタントがその約束に従って出演する というものである。

## テレビの罰ゲームの問題点
罰ゲームなどのリアクションで笑いをとることはバラエティ番組で多く見られ、それを得意とするお笑い芸人（上島竜兵、出川哲朗、月亭方正ら）もいるが、実際に罰ゲームでけが人が出て問題になることがある。熊本県のアクアドームのダイビングプールで、度胸試しと称して飛び込みをした出演者が腰の骨を折るという事故が発生している。
テレビの罰ゲームの真似をした子供が怪我をする事例があり、そのことも問題となる。そのため、「熱湯風呂 に入る」や「高所からの飛び降り」といった真似をすると危険な罰ゲームに対しては「絶対に真似をしないで下さい」という警告を示すテロップが流される。

## 勝者が受ける罰ゲーム
- 日本将棋連盟のタイトル戦の一つである王将戦の七番勝負において、各局の勝者が『スポーツニッポン』からの取材の一環として記念撮影を行うが、その際に各対局地の観光・名産・文化を象徴するコスプレを、演技を伴って行う傾向性が高いことから、この記念撮影がインターネット上では、「勝者罰ゲーム」と呼ばれている[8][9]。
- 一方、前述の「罰ゲーム」という単語を世に広めたとされる『アメリカ横断ウルトラクイズ』においても、1985年放送の第9回大会から「優勝賞品」と称して優勝者に与えられる賞品が敗退者に与えられる「罰ゲーム」のような商品に変わっていった。当時司会を務めていた福留功男もインタビューで「優勝賞品は優勝者が受ける”罰ゲーム”です」と堂々と語っていた。
- テレビ朝日で放送されていたクイズ番組『クイズマガジン』では優勝チームが高額賞金に挑戦する「黄金の剣ゲーム」（ハズレを選んだ場合解答者の頭上の粉入り風船が割られて粉まみれになる）でチャレンジに成功しても司会のビートたけしにハズレ位置の確認のため失敗時同様に風船を割られ粉まみれにされていた。
- TBS系列で放送されているスポーツバラエティ番組『SASUKE』では完全制覇を達成した挑戦者が途中敗退した挑戦者に胴上げされた後祝福も兼ねて沼地に落とされることもある。

## 風船を使った罰ゲーム
風船を使った罰ゲームには、衣服内風船(腹ボン)や密室で風船を膨らませる物がある。
衣服内風船(腹ボン)では、服の中で風船を割る。どんどん風船が服の中で大きく膨らんでいくところが見応えで、服の中から風船のネックが出てドキドキ感が増したり、風船が大きすぎたりして、服の中からはみ出して膨らんだり割れたりすることがある。
密室で行う罰ゲームは密室の中で巨大な風船を膨らませる。密室は狭くなっていて、ジャンボバルーンを使うことがある。さらに、密室に対して大きいサイズの風船を使って、密室の中で巨大風船に押し潰されながら行う罰ゲームもある。
他にも風船を使った罰ゲームには、風船の中に小麦粉や水などを入れて割ったり、ジャンボバルーンを目の前で割ったりする物もある。

## 罰ゲームを採用することが多いゲーム
- ピンポンパンゲーム
- 山手線ゲーム
- 笑っちゃいけないゲーム
- 王様ゲーム
- 大貧民